# Willibald Mikulasch
Willibald „Willy“ Mikulasch (* 14. August 1943 in Olmütz) ist ein ehemaliger deutscher Fußballspieler. Der Stürmer absolvierte von 1963 bis 1970 für die Vereine ESV Ingolstadt, SSV Reutlingen und Jahn Regensburg in der damals zweitklassigen Fußball-Regionalliga Süd insgesamt 176 Ligaspiele und erzielte dabei 77 Tore. In der Saison 1965/66 wurde Mikulasch mit 29 Treffern Torschützenkönig der Regionalliga Süd.

## Laufbahn
Mikulasch spielte zunächst für den FSV Straubing und 1961 bis 1963 für den TSV 1861 Straubing. Beim TSV wurde das junge Offensivtalent bereits 1962 mit 25 Treffern Torschützenkönig in der 1. Amateurliga Südbayern, gemeinsam mit Willy Meyer vom 1. FC Schwandorf. Zum Meisterschaftsgewinn 1962/63 des TSV Straubing steuerte er 28 Tore bei und wurde erneut Torschützenkönig. Durch die neue Ligenstruktur ab der Saison 1963/64 konnte Straubing aber nicht in die vormalige 2. Liga Süd aufsteigen. Im gleichen Jahr gewann der Stürmer aus Straubing an der Seite von Mitspielern wie Torhüter Sepp Maier, Horst Pohl, Wilhelm Zott, Heinz-Herbert Kreh und Dieter Zettelmaier mit der Verbandsauswahl von Bayern den Länderpokal. Zur Saison 1963/64 wechselte der torgefährliche Angreifer zum ESV Ingolstadt, der als Vizemeister der 2. Liga Süd 1962/63 in die neue Fußball-Regionalliga Süd eingereiht wurde.
In der 20er-Staffel der Debütrunde 1963/64 belegte Ingolstadt den 12. Platz. In 28 Ligaspielen unterstrich Mikulasch mit 14 Toren an der Seite der Mitspieler Horst Blechinger und Klaus Slatina seine Qualitäten. Ab dem 4. Dezember 1963 hatte der 54er-Weltmeister Karl Mai das Traineramt beim ESV ausgeübt. Als Angehöriger der Bundeswehr erreichte Mikulasch bei der Fußball-Militärweltmeisterschaft in der Türkei mit Deutschland den dritten Platz.
Im zweiten Jahr, 1964/65, kam er auf 33 Ligaspiele und erzielte unter dem neuen Trainer Emil Izsó an der Seite des Neuzuganges Peter Dietrich 16 Tore. In der Saison 1965/66 wurde er mit 29 Treffern Torschützenkönig in der Regionalliga Süd und stieg dennoch mit dem ESV ab. Punktgleich mit dem Freiburger FC – beide Vereine erreichten 29:39 Punkte –, wobei der ESV am letzten Spieltag, dem 22. Mai 1966, eine 4:2-Führung im Heimspiel gegen den VfR Mannheim verspielte und mit dem 4:4-Remis den Weg in das Amateurlager antreten musste. Anschließend wechselte er zu Borussia Dortmund in die Fußball-Bundesliga, wo mit Horst Trimhold, Willi Neuberger und Gerd Peehs noch drei weitere Zugänge beim Europapokalsieger des Jahres 1966 unterschrieben hatten.
Für den BVB debütierte Mikulasch am 4. März 1967 bei der 1:2-Auswärtsniederlage gegen Werder Bremen am 24. Spieltag der Spielzeit 1966/67 in der Bundesliga und bereitete dabei den zwischenzeitlichen Führungstreffer von Reinhold Wosab vor. Bei seinem zweiten und letzten Bundesligaspiel erzielte Mikulasch am folgenden Spieltag beim 1:1-Unentschieden gegen den TSV 1860 München selbst den Führungstreffer der Dortmunder. Unter Trainer Heinz Murach hatte der Mann aus Ingolstadt gegen Reinhard Libuda, Sigfried Held, Lothar Emmerich, Reinhold Wosab und Neuberger keine Chance, um sich in der BVB-Offensive durchzusetzen.
Mikulasch ging den Weg in die Regionalliga Süd zurück, wo er 1967/68 27 Ligaspiele für den SSV Reutlingen 05 bestritt, in denen ihm sieben Treffer gelangen. Unter Trainer Richard Schneider und den Mitspielern Theo Diegelmann (Torhüter), Rolf Schafstall, Harald Braner, Herbert Ammer und Rolf Thommes erreichte der SSV hinter FC Bayern Hof und Kickers Offenbach den dritten Platz. Mikualsch spielte danach von 1968 bis 1970 unter Trainer Aki Schmidt für den SSV Jahn Regensburg und absolvierte an der Seite von Mitspielern wie Manfred Ritschel, Gyula Toth, Alfred Kohlhäufl und Gerhard Faltermeier 55 weitere Regionalligaspiele (10 Tore), ehe er wegen eines Achillessehnenabrisses seine aktive Karriere beenden musste.
Dennoch trat er von 1972 bis 1974 noch einmal mehrfach für den TSV Straubing in der Landesliga an. Zwischen 1973 und 1975 trainierte er die Mannschaft auch. 2002 kehrte er nochmal auf die Straubinger Trainerbank zurück, wo er diesmal bis 2006 blieb. 2005 gelang ihm dabei der Aufstieg in die Bezirksoberliga.